# Ihavandhoo
Ihavandhoo (Dhivehi: އިހަވަންދޫ) is een van de bewoonde eilanden van het Haa Alif-atol behorende tot de Maldiven.

## Demografie
Ihavandhoo telt (stand maart 2007) 1305 vrouwen en 1327 mannen.